# Threshold (serie de televisión)
Threshold fue una serie producida por la cadena CBS y emitida por primera vez en Estados Unidos en septiembre de 2005. La temática gira en torno a la creación de un equipo gubernamental liderado por la doctora Molly Caffrey para contrarrestar una potencial invasión alienígena. La serie fue cancelada en noviembre de 2005.

## Resumen
Una sonda alienígena se topa en pleno mar de Corea con un buque mercante americano, el Bighorn. Los tripulantes, afectados por una extraña señal, mueren en su mayoría, pero un pequeño grupo sobrevive. Pero ya no son humanos, son huéspedes de una poderosa raza alienígena que pretende “convertir” a la humanidad. Con una nueva mentalidad y fuerza sobrehumana, los infectados se dedicarán en cuerpo y alma a propagar la señal e infectar a todo el planeta.
Aunque no les será fácil, puesto que el gobierno ha preparado un plan para contenerlos: el Protocolo Threshold. Un equipo de expertos, dirigido por la doctora Molly Caffrey (Carla Gugino) se encargará de buscar, encontrar y capturar a los infectados, frustrando sus planes de expansión. 
Junto al consejero de Seguridad Nacional J.T. Baylock (Charles S. Dutton) y actuando en secreto, la doctora Caffrey recluta al forense de la NASA Nigel Fenway (Brent Spiner), al ingeniero aeroespacial Lucas Pegg (Rob Benedict) y al matemático y experto en lenguas Arthur Ramsey (Peter Dinklage). El equipo se completa con el agente especial Cavennaugh (Brian Van Holt), encargado de la seguridad del grupo.

## Principales actores
| Actor/actriz      | Personaje en la serie  | Papel que interpreta                                   |
| ----------------- | ---------------------- | ------------------------------------------------------ |
| Carla Gugino      | Dr. Molly Anne Caffrey | Analista gubernamental, creadora del plan "Threshold". |
| Brian Van Holt    | Sean Cavennaugh        | Agente especial encargado de la seguridad del grupo.   |
| Brent Spiner      | Dr. Nigel Fenway       | Forense de la NASA.                                    |
| Rob Benedict      | Lucas Pegg             | Ingeniero aeroespacial.                                |
| Peter Dinklage    | Arthur Ramsey          | Experto en numerosos lenguajes y matemáticas.          |
| Charles S. Dutton | J.T. Baylock           | consejero de Seguridad Nacional                        |
| Fuente:           |                        |                                                        |

Catherine Bell aparece en un capítulo y deja a entender que se va a incorporar al equipo, pero no se vuelve a hablar de ella en los dos episodios siguientes y la cancelación de la serie impidió su reaparición.

## Capítulos
- 01 Árboles de cristal (I)
- 02 Árboles de cristal (II)
- 03 Sangre de niños
- 04 El incendio
- 05 Shock
- 06 El pulso
- 07 La orden
- 08 Revelaciones
- 09 Progenie
- 10 El traslado
- 11 Brote
- 12 El vigilante
- 13 Alienville